# Centropogon ayavacensis
Centropogon ayavacensis är en klockväxtart som först beskrevs av Carl Ludwig von Willdenow och Schult., och fick sitt nu gällande namn av Thomas G. Lammers. Centropogon ayavacensis ingår i släktet Centropogon och familjen klockväxter.

## Underarter
Arten delas in i följande underarter:
- C. a. ayavacensis
- C. a. cylindricus